# My Sweet Lord
Pour les articles homonymes, voir My Sweet Lord (homonymie).
Singles de George Harrison
What Is Life
(1971)
Pistes de All Things Must Pass
I'd Have You Anytime Wah-Wah
My Sweet Lord est une chanson écrite et composée par George Harrison qui est parue en 1970 sur son triple album All Things Must Pass. Sortie en single la même année aux États-Unis et l'année suivante au Royaume-Uni, elle se classe en tête des ventes dans les deux pays pendant respectivement quatre et cinq semaines, ainsi que dans de nombreux autres pays. Elle retrouve le sommet des hit-parades en 2002, après la mort de George Harrison, se classant à nouveau no 1 au Royaume-Uni.
Dans les années 1970, My Sweet Lord est au centre d'un procès très médiatisé pour violation de droits d'auteur en raison de similitudes avec la chanson de Ronnie Mack (en) He's So Fine, un succès de 1963 pour le groupe féminin new-yorkais The Chiffons. Harrison s'en défend, affirmant s'être inspiré de l'hymne chrétien Oh Happy Day pour la mélodie, mais la justice américaine détermine en 1976 qu'il a inconsciemment plagié la chanson des Chiffons, un verdict qui a des répercussions dans toute l'industrie de la musique.
Harrison interprète My Sweet Lord lors de la plupart de ses rares performances scéniques et notamment au Concert for Bangladesh en août 1971. Elle reste la composition la plus populaire de sa carrière post-Beatles. Il l'a retravaillée sous le nom de My Sweet Lord (2000) pour l'inclure en tant que morceau bonus sur la réédition du trentième anniversaire de l'album All Things Must Pass.
De nombreux artistes ont repris la chanson, dont Andy Williams, Peggy Lee, Edwin Starr, Johnny Mathis, Nina Simone, Julio Iglesias, Richie Havens, Megadeth, Boy George, Elton John, Jim James, Bonnie Bramlett et Elliott Smith. My Sweet Lord a été classé 454e sur la liste du magazine Rolling Stone des « 500 plus grandes chansons de tous les temps » en 2004 et numéro 270 sur une liste similaire publiée par le New Muscial Express en 2014. La même année, My Sweet Lord a été intronisé dans le Grammy Hall of Fame.
Le chanteur et organiste américain Billy Preston a interprété My Sweet Lord sur son huitième album Encouraging Words coproduit par George Harrison et Preston et sorti en 1970. George a prêté deux de ses chansons a Billy avant de les enregistrer lui-même pour son troisième album solo All Things Must Pass soit My Sweet Lord et la chanson-titre. Billy a aussi interprété My Sweet Lord lors du Concert for George le 29 novembre 2002 au Royal Albert Hall de Londres et dans lequel on retrouvait aussi Paul McCartney, Ringo Starr, Ravi Shankar, Tom Petty et les Monty Python.

## Origines
George Harrison commence à écrire My Sweet Lord en décembre 1969, alors qu'il se trouve à Copenhague avec Billy Preston et Eric Clapton,. Tous trois participent en tant qu'invités à la tournée européenne du duo américain de blues rock Delaney & Bonnie,. Copenhague est la dernière étape de la tournée de Delaney & Bonnie, qui s'achève sur trois concerts au Falkoner Centret (da) du 10 au 12 décembre.
Ce n'est pas son premier morceau influencé par le gospel : il a déjà écrit Hear Me Lord (en) et, avec Preston, Sing One for the Lord (en). Il a également produit deux singles d'inspiration religieuse pour Apple Records, le label des Beatles : That's the Way God Planned It (en) de Preston et Hare Krishna Mantra du Radha Krishna Temple (en),. Son objectif est à présent de fusionner les messages du christianisme et du vishnouisme,. Inspiré par la reprise de Oh Happy Day des Edwin Hawkins Singers, il développe un morceau dans lequel alternent les « alléluia » et les « Hare Krishna (en),, ». Il finit de l'écrire après son retour à Londres, avec l'aide de Preston.
Après avoir envisagé de l'offrir à Edwin Hawkins,, Harrison décide d'enregistrer My Sweet Lord avec Billy Preston, dont il produit le deuxième album pour Apple Records, Encouraging Words,. Les séances prennent place aux studios Olympic de Londres en janvier 1970, avec les musiciens des Temptations en guise de groupe d'accompagnement et les Edwin Hawkins Singers, qui sont alors en tournée en Grande-Bretagne, aux chœurs,. Cette version rencontre un succès modéré en Europe lorsqu'elle est éditée en 45 tours au mois de septembre, mais l'album passe largement inaperçu. Leur parution est retardée de plusieurs mois aux États-Unis ; le single My Sweet Lord se classe no 90 du Billboard Hot 100 à la fin de février 1971, mais c'est principalement grâce au succès foudroyant de la version de Harrison qui est sortie entre-temps.

## Enregistrement

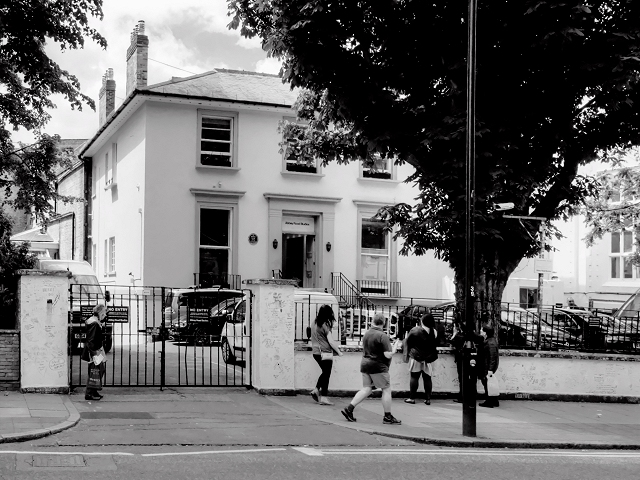
EMI Studios, Abbey Road

Après l'annonce de la séparation des Beatles, en avril 1970, My Sweet Lord fait partie de la trentaine de chansons que Harrison enregistre pour son triple album solo All Things Must Pass. Il hésite dans un premier temps à enregistrer un morceau au message religieux aussi explicite,. Les séances prennent place aux studios EMI de Londres sous la houlette du producteur Phil Spector. Elles débutent le 28 mai et My Sweet Lord fait partie des chansons enregistrées ce jour-là, avec l'ingénieur du son Phil McDonald,.
La liste des musiciens ayant participé à l'enregistrement de My Sweet Lord n'est pas établie avec certitude. D'après Harrison, il implique « environ cinq » joueurs de guitare acoustique, deux batteurs (Ringo Starr et Jim Gordon), deux pianistes et un bassiste. Dans leurs livres sur Harrison, Simon Leng et Bruce Spizer affirment que les autres musiciens sont Eric Clapton à la guitare, Billy Preston et Gary Wright au piano, Klaus Voormann à la basse, et les quatre membres du groupe Badfinger à la guitare acoustique et au tambourin,. Cependant, on sait par ailleurs que la première chanson de All Things Must Pass à laquelle contribue Wright est Isn't It a Pity, dont l'enregistrement s'est déroulé le 2 juin, après celui de My Sweet Lord. D'autres musiciens ont déclaré avoir participé, comme le pianiste Gary Brooker et le batteur Alan White, ce dernier affirmant que le bassiste était en fait Carl Radle, que Ringo Starr a seulement joué du tambourin et que John Lennon faisait partie des guitaristes,. Le joueur d'harmonium est inconnu, mais Simon Leng estime qu'il s'agit probablement de John Barham (en).
La prise 16 est sélectionnée pour recevoir des overdubs. À partir de la fin juillet, Harrison et Peter Frampton ajoutent de nouvelles parties de guitare acoustique à plusieurs chansons de All Things Must Pass, dont My Sweet Lord,. Harrison se charge lui-même de tous les chœurs du refrain, qu'il attribue par plaisanterie aux « George O'Hara-Smith Singers » sur la pochette de l'album,. Les parties de guitare slide, également assurées par Harrison, et les arrangements orchestraux de John Barham sont ajoutés au cours des deux mois qui suivent. Ce travail s'effectue en partie aux studios Trident, dans le centre de Londres, avec l'ingénieur du son Ken Scott,.

## Parution et accueil
Harrison ne souhaite pas qu'un single soit extrait de All Things Must Pass, mais Apple Records lui impose la parution en 45 tours de My Sweet Lord,. Le disque est publié le 23 novembre 1970 aux États-Unis sous la forme d'un double face A avec Isn't It a Pity. Le single n'est édité au Royaume-Uni que le 15 janvier 1971 pour répondre à la demande du public, avec What Is Life en face B,.
My Sweet Lord rencontre immédiatement un grand succès dans le monde entier. Elle permet à Harrison de sortir de l'ombre du duo Lennon/McCartney pour devenir le premier des ex-Beatles à atteindre la première place des hit-parades. Dans la mesure où il ne donne ni concerts, ni interviews, c'est uniquement grâce à la radio que sa chanson connaît le succès. Le single est certifié disque d'or aux États-Unis le 14 décembre, ce qui représente un million d'exemplaires vendus,. Elle se classe no 1 du Hot 100 quelques jours plus tard, le 26 décembre,. Au Royaume-Uni, elle reste cinq semaines en tête des ventes en février-mars 1971 et constitue le single le plus vendu de l'année. Elle est aussi no 1 des ventes en Allemagne, en Autriche et dans de nombreux autres pays. Elle retrouve le sommet du hit-parade britannique en janvier 2002, quelques semaines après la mort de Harrison. En France, c'est la seule chanson de tous les ex-Beatles qui se retrouvera numéro 1 au palmarès. Elle tiendra la tête pendant sept semaines durant les semaines du 16 janvier au 27 février.

## Contenu
Une partie du texte de la chanson reprend la plus grande partie des seize mots du maha-mantra de l'Association internationale pour la conscience de Krishna. Ayant été un pratiquant de l'hindouisme.
| Devanagari                                          | Romanisation                                                                        | Romanisation en anglais                                                                         |
| --------------------------------------------------- | ----------------------------------------------------------------------------------- | ----------------------------------------------------------------------------------------------- |
| हरे कृष्ण हरे कृष्ण कृष्ण कृष्ण हरे हरे हरे राम हरे राम राम राम हरे हरे | Hare Kṛṣṇa Hare Kṛṣṇa Kṛṣṇa Kṛṣṇa Hare Hare Hare Rāma Hare Rāma Rāma Rāma Hare Hare | Hare Krishna, Hare Krishna Krishna Krishna, Hare Hare Hare Rama, Hare Rama Rama Rama, Hare Hare |

## L'affaire judiciaire

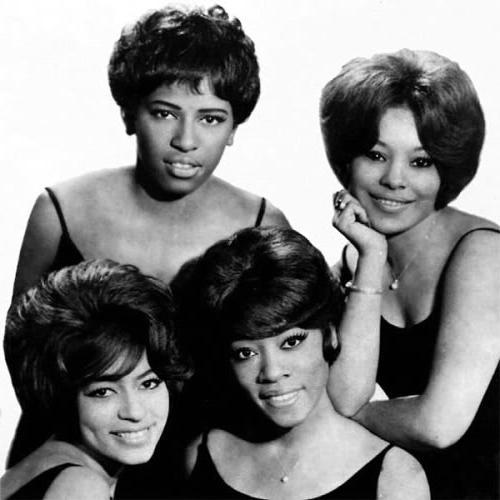
Photographie du groupe The Chiffons

Le 10 janvier 1971, l'entreprise Bright Tunes Music Corporation intente une action en justice contre Harrison et plusieurs organismes (parmi lesquels Harrisongs (en), Apple Records et BMI) pour atteinte au droit d'auteur en raison de la forte ressemblance entre My Sweet Lord et He's So Fine (en), une chanson du groupe américain The Chiffons écrite par Ronnie Mack (en) (1940-1963) qui a été no 1 des ventes aux États-Unis en 1963. Bright Tunes se trouve par ailleurs en conflit avec la mère de Mack au sujet de redevances impayées. L'imprésario de Harrison, Allen Klein, propose à Bright Tunes de racheter tout leur catalogue, mais l'entreprise est placée en redressement judiciaire avant qu'un accord puisse être conclu.
L'affaire traîne pendant plusieurs années. En mai 1973, Harrison, John Lennon et Ringo Starr décident de se séparer d'Allen Klein, ce qui donne lieu à une série de complications judiciaires supplémentaires pour les trois ex-Beatles. Harrison fait une offre à Bright Music qui comprend 40 % des redevances dues pour My Sweet Lord aux États-Unis, tout en conservant pour lui le droit d'auteur sur cette chanson. Les avocats de Bright Music jugent favorablement cette offre, qui est pourtant refusée par l'entreprise. Il s'avère que Klein a poursuivi en secret les négociations pour le rachat de Bright Music pour son propre compte et qu'il leur a fourni des informations d'ordre privé concernant les ventes de My Sweet Lord.
L'affaire Bright Tunes Music v. Harrisongs Music est entendue par la cour de district des États-Unis le 23 février 1976. Elle est présidée par Richard Owen (en), un juge passionné de musique classique et auteur de plusieurs opéras. Harrison se rend à New York avec sa guitare pour assister au procès et les deux parties font appel à des experts en musicologie pour défendre leur point de vue. Le tribunal estime que Harrison s'est rendu coupable de « plagiat subconscient », puisqu'il avait entendu He's So Fine avant de composer My Sweet Lord. Owen évalue les dommages qu'il doit verser à Bright Tunes à près de 1,6 million de dollars, soit les trois quarts des redevances nord-américaines de My Sweet Lord et une proportion importante de celles de l'album All Things Must Pass et de la compilation The Best of George Harrison, sortie fin 1976.
La lenteur de la décision concernant les dommages joue en faveur de Harrison. Allen Klein finit en effet par racheter les droits sur He's So Fine à travers son entreprise ABKCO Industries en 1978, ce qui lui permet de négocier la vente de ces droits à Harrison. Sa duplicité dans cette affaire incite la justice américaine à rendre une décision le 19 février 1981 selon laquelle Harrison ne doit verser à ABKCO que 587 000 dollars, soit le prix auquel Klein a racheté les droits. Harrison devient également propriétaire de ces droits. Les derniers détails ne sont réglés qu'en mars 1998, au terme d'une des plus longues affaires judiciaires de l'histoire des États-Unis.
Harrison est très touché par cette affaire ; la crainte de commettre un autre plagiat involontaire lui entraîne un syndrome de la page blanche pendant quelque temps. Elle lui inspire un morceau aux paroles sardoniques, This Song, sorti en 1976 sur son album Thirty Three and 1/3.

## Rééditions et autres versions
Depuis sa parution originale sur All Things Must Pass, My Sweet Lord a été reprise sur deux compilations officielles de Harrison, The Best of George Harrison (1976) et Let It Roll: Songs by George Harrison (2009). EMI réédite le single britannique pour Noël 1976 pour profiter de la publicité engendrée par l'affaire judiciaire en cours autour de la chanson.
Le 26 décembre 1975, Harrison participe à l'émission de télévision humoristique Rutland Weekend Television (en), présentée par Eric Idle et diffusée sur la chaîne BBC2. Le chanteur, déguisé en pirate avec un perroquet sur l'épaule, n'arrête pas d'interrompre l'épisode pour exprimer son désir de jouer le rôle de « Bob le Pirate », mais il est systématiquement rabroué par le personnage de Neil Innes, qui lui dit que le seul rôle qu'il peut jouer est celui de George Harrison,. À la fin de l'épisode, il apparaît dans ses habits normaux avec les musiciens de l'émission et commence à jouer l'introduction de My Sweet Lord à la guitare acoustique, mais sa performance se transforme rapidement en chant de marins, pour la plus grande horreur du personnage d'Idle. Cette chanson, The Pirate Song, n'est disponible que sur des bootlegs.
L'édition remasterisée de All Things Must Pass sortie en 2001 inclut en titre bonus une version réenregistrée de My Sweet Lord en duo avec la chanteuse Sam Brown. Le fils de George Harrison, Dhani, y joue de la guitare acoustique et Ray Cooper du tambourin. Cette version, intitulée My Sweet Lord (2000), est reprise sur un single sorti en janvier 2002, après la mort du chanteur, qui inclut aussi la version originale de la chanson et une démo acoustique de Let It Down (en). Les bénéfices des ventes de ce single sont reversés à la Material World Charitable Foundation fondée par Harrison en 1973 et à la Self-Realization Fellowship (en).
Une démo enregistrée le 26 mai 1970 aux studios EMI a été publiée en novembre 2011 sur le CD accompagnant l'édition de luxe du DVD du documentaire George Harrison: Living in the Material World. Le chanteur y est seulement accompagné par Klaus Voormann et Ringo Starr. Elle est reprise l'année suivante sur la compilation Early Takes: Volume 1.

## Fiche technique

### Chansons
Toutes les chansons sont écrites et composées par George Harrison.
| 1. | My Sweet Lord   | 4:39 |
| 2. | Isn't It a Pity | 7:10 |

| 1. | My Sweet Lord | 4:39 |
| 2. | What Is Life  | 4:22 |

### Musiciens
- George Harrison : chant, guitare acoustique[23], guitare slide, chœurs
- Eric Clapton : guitare acoustique
- Peter Frampton : guitare acoustique[20]
- Pete Ham : guitare acoustique
- Joey Molland : guitare acoustique
- Klaus Voormann : basse
- Gary Brooker : piano électrique[26]
- Bobby Whitlock : harmonium
- Ringo Starr : batterie
- Alan White : tambourin
- John Barham : arrangements orchestraux

### Équipe technique
- George Harrison : production
- Phil Spector : production
- Phil McDonald : ingénieur du son
- Ken Scott : ingénieur du son

### Classements et certifications
| Classement (1970-1971)                       | Meilleure position |
| -------------------------------------------- | ------------------ |
| Australie (ARIA)                             | 1                  |
| Autriche                                     | 1                  |
| France (SNEP)                                | 1                  |
| Belgique (Belgian Singles Chart)             | 1                  |
| Irlande                                      | 1                  |
| Pays-Bas                                     | 1                  |
| Nouvelle-Zélande                             | 1                  |
| Norvège                                      | 1                  |
| Allemagne de l'Ouest (German Singles Chart)  | 1                  |
| Afrique du Sud (Springbok Radio)             | 3                  |
| Japon (Japanese Oricon Weekly Singles Chart) | 4                  |
| Suisse                                       | 1                  |
| Royaume-Uni (UK Singles Chart)               | 1                  |
| États-Unis (Billboard)                       | 1                  |

## Reprises
My Sweet Lord a été enregistré par de nombreux artistes, dont  :
- Billy Preston en 1970 sur l'album Encouraging Words, puis en 2002 lors du Concert for George ;
- Andy Williams en 1971 sur l'album Love Story (en) ;
- Edwin Starr en 1971 sur l'album Involved ;
- Nina Simone en 1972 sur l'album Emergency Ward (en) ;
- Richie Havens en 1972 sur l'album On Stage ;
- The Chiffons en 1975 en single ;
- Julio Iglesias en 1975 sur l'album El amor ;
- Boy George en 1992 ;
- Megadeth en 1997 lors d'un concert acoustique à Buenos Aires ;
- The Wailing Souls en 1998 sur l'album Psychedelic Souls ;
- Nina Hagen en 2008 ;
- Klaus Voormann (compagnon des Beatles dès leurs débuts) en 2009 ;
- Yim Yames en 2009 sur l'EP Tribute To (en).

## Utilisation dans la culture populaire
La chanson est utilisée dans le film américain Les Gardiens de la Galaxie Vol. 2 (2017), et incluse dans sa bande-son.